# John Monks
Pour les articles homonymes, voir Monks.
John Monks, Baron Monks, né le 5 août 1945 à Manchester dans le quartier de Blackley (Angleterre), est un syndicaliste britannique, ancien secrétaire général de la Confédération européenne des syndicats (CES) de 2003 à 2011, et ancien secrétaire général du Trades Union Congress (TUC). 

## Biographie
Après avoir étudié l'histoire économique à l'université de Nottingham, il entre au TUC en 1969 et devient, en 1977, chef du département qui s'occupe des relations industrielles. Il est élu secrétaire général du TUC en 1993.
En 2003, il est élu secrétaire général de la Confédération européenne des syndicats (CES), succédant ainsi à l'Italien Emilio Gabaglio.
Il a été nommé baron Monks, de Blackley dans le comté de Greater Manchester en 26 juillet 2010 dans la pairie du Royaume-Uni.